# Oedipina taylori
Oedipina taylori es una especie de salamandra de la familia Plethodontidae. Se distribuye por El Salvador, Costa Rica, Guatemala y Honduras entre los 140 y los 1140 metros de altitud. Se conoce poco sobre su ecología, pero parece habitar tanto en bosques tropicales y subtropicales como en ecosistemas alterados y en zonas pobladas. Es una especie con desarrollo directo.